# Rathaus Kassel

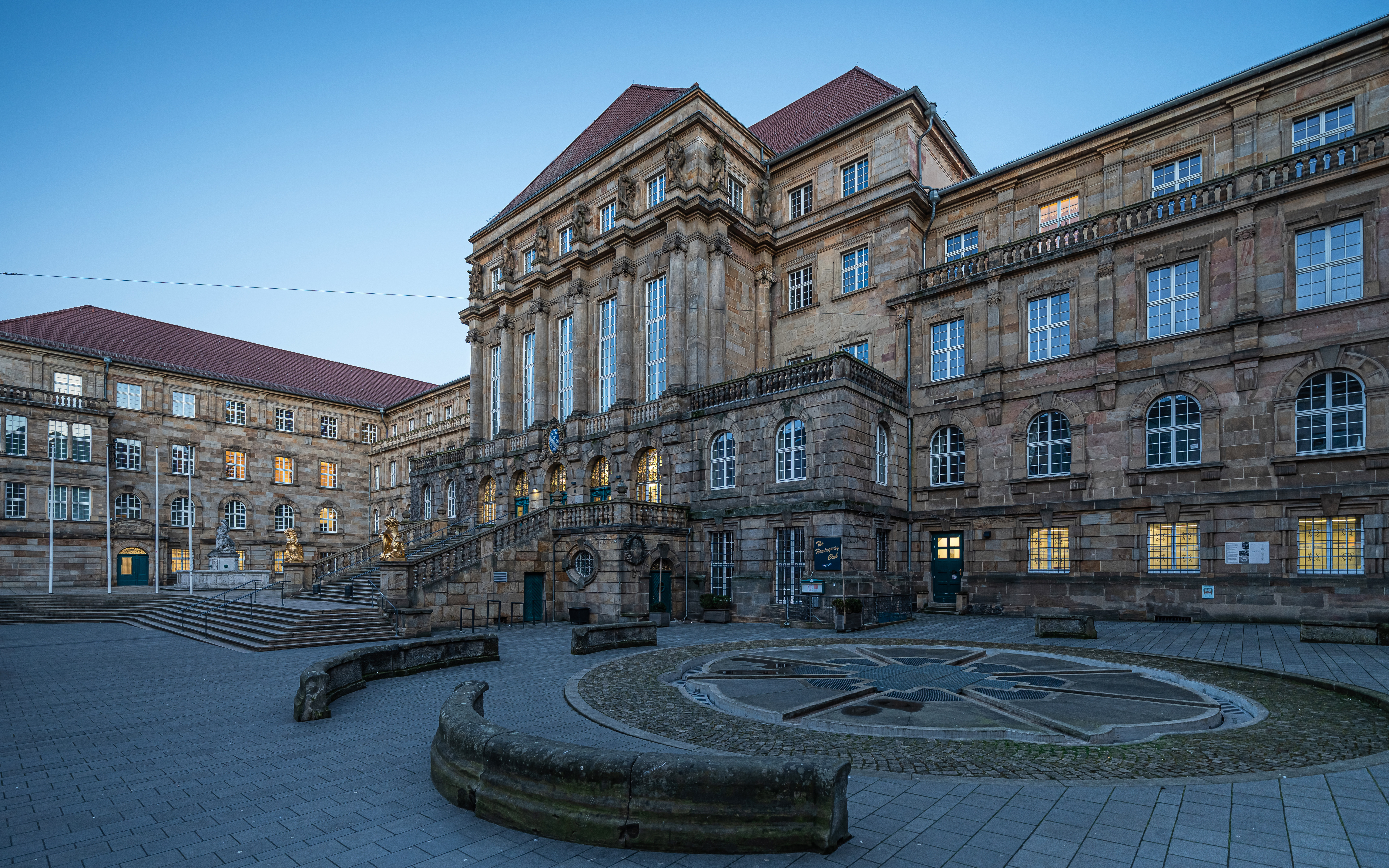
Fassade des alten Gebäudeteils mit dem Aschrottbrunnen im Vordergrund

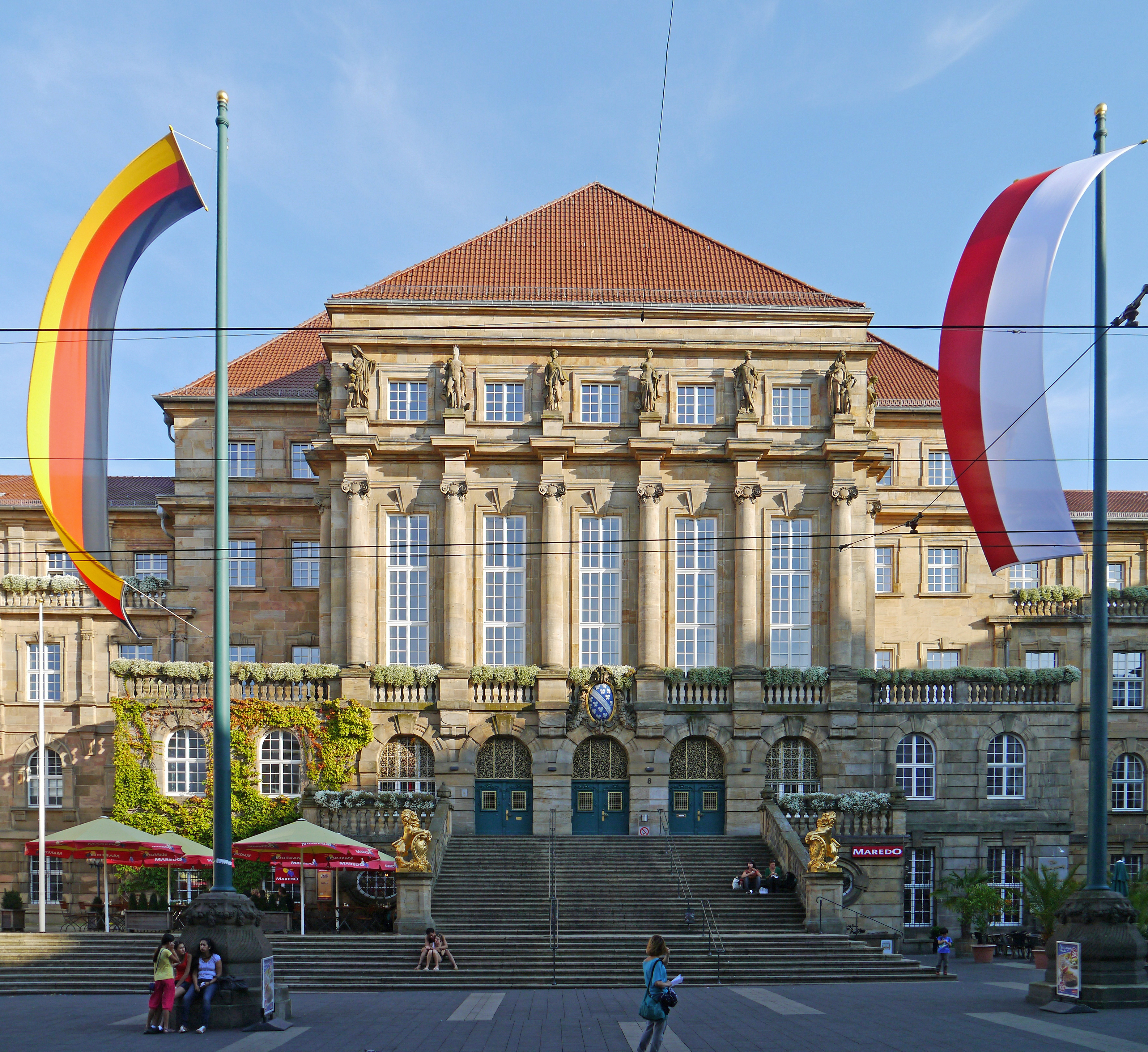
Mittelbau des Rathauses, 2012

Das Rathaus der Stadt Kassel an der Oberen Königsstraße wurde 1905–1909 errichtet und beherbergt seitdem die Stadtverwaltung. Es gab zuvor jedoch mehrere Rathäuser an verschiedenen Standorten in Kassel.

## Baugeschichte
Um 1180 wurde in der Kasseler Altstadt ein erstes Rathaus und später dann für alle Stadtgemeinden, der Altstadt, Unterneustadt und Freiheit eigene Rathäuser erbaut. Im 15. Jahrhundert wurde dann ein gemeinsames Rathaus am Altmarkt gebaut.
Von 1837 bis 1909 diente dann das französische Rathaus an der oberen Karlsstraße, schräg gegenüber dem heutigen Rathaus gelegen, als Sitz der Stadtverwaltung.

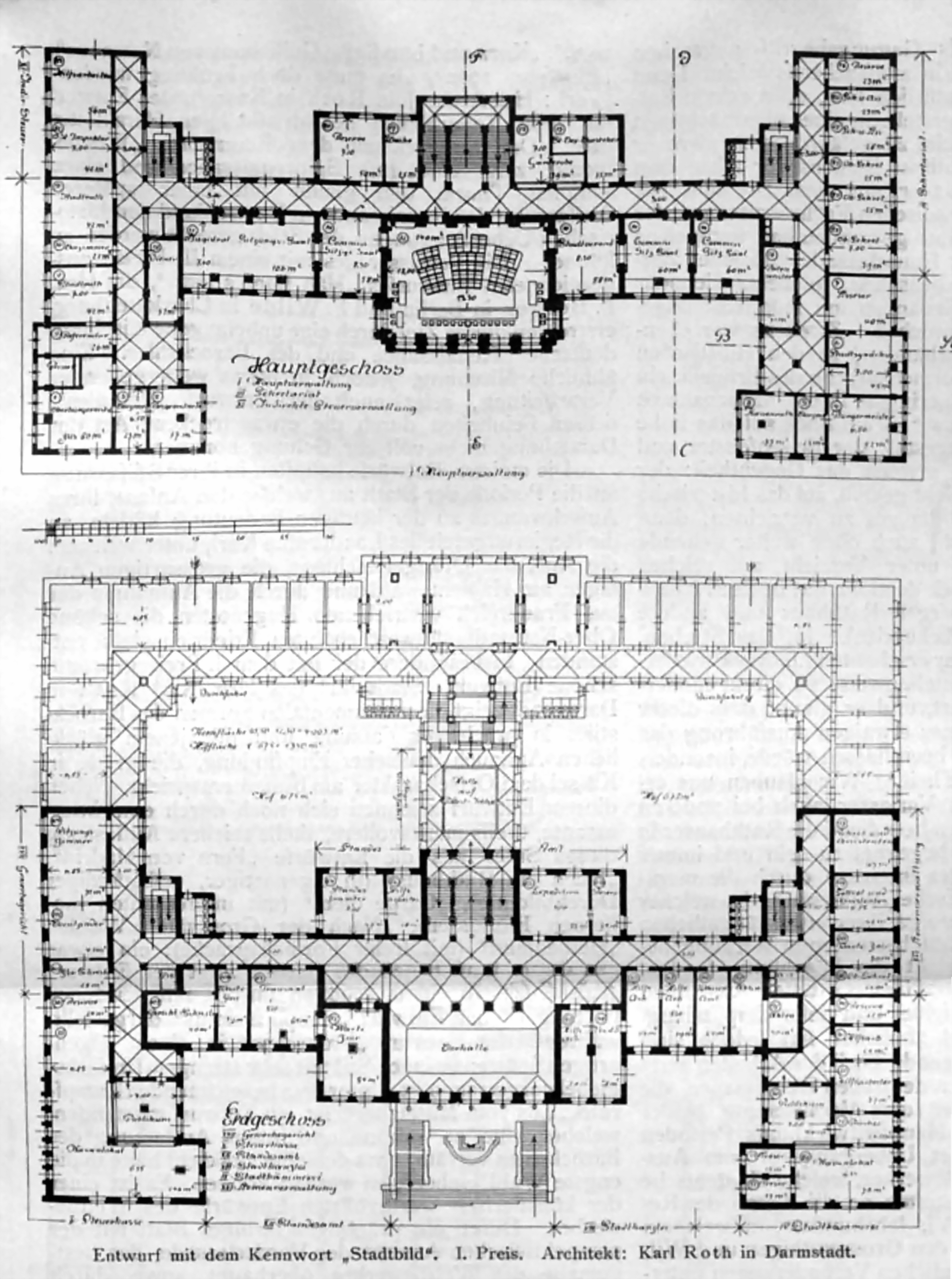
Neues Rathaus Kassel, Wettbewerb 1. Preis, Karl Roth, Grundrisse 1902, grau im oberen Teil die mögliche Erweiterung

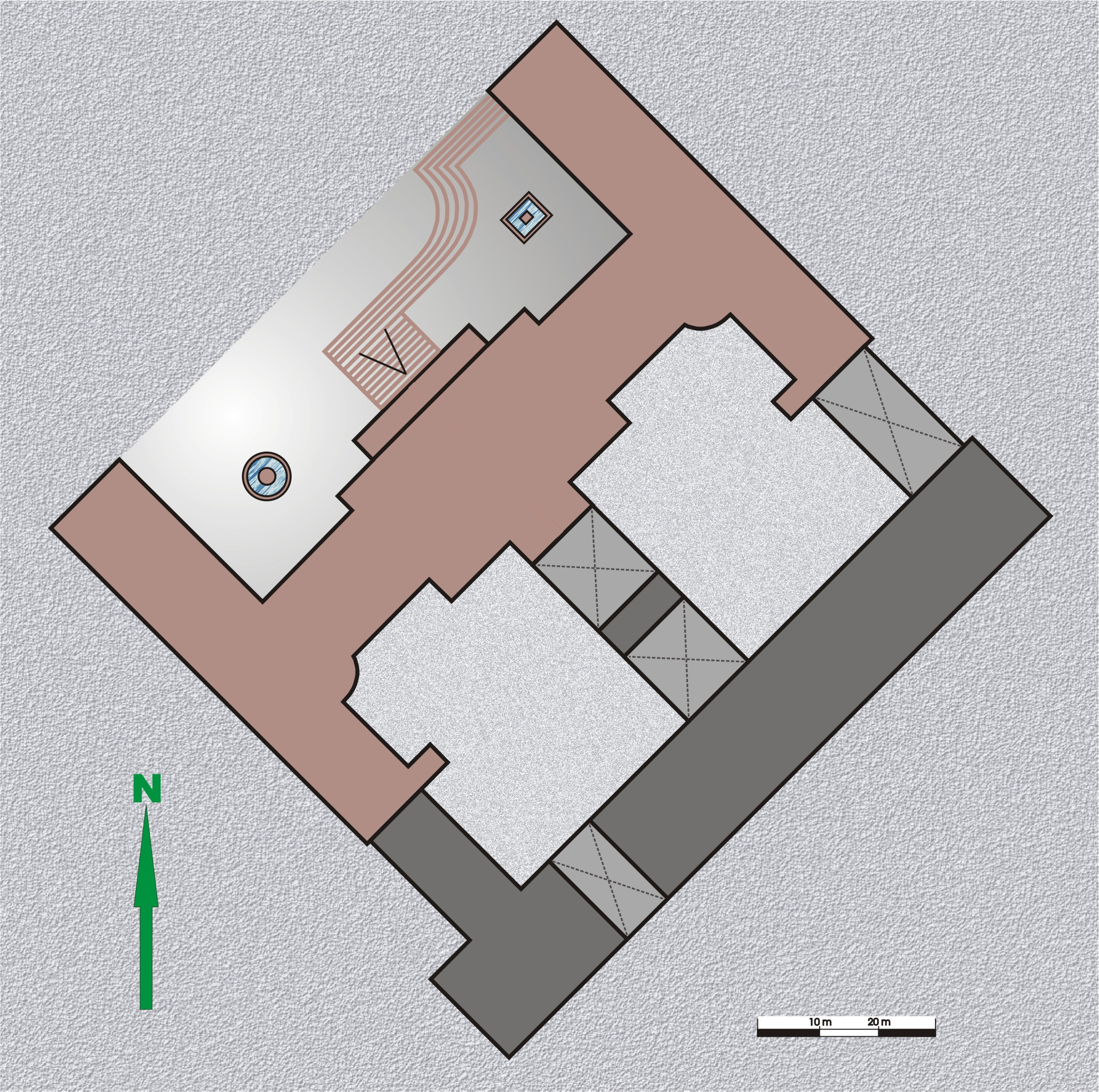
Grundriss des Rathauses – braun der alte Teil von 1909 und grau der Anbau aus den 1970er Jahren

Da das französische Rathaus Ende des 19. Jahrhunderts zu klein war, wurde 1901/1902 ein Architektenwettbewerb für einen Neubau an der Oberen Königstraße durchgeführt. Es wurden 118 Entwürfe eingesandt, auf der Basis "sorgfältig bearbeiteter Unterlagen, die augenscheinlich auf einen Vorentwurf des Stadtbauamtes zurückgehen... In stilistiscber Beziehung zeigt der Wettbewerb in interessanter Weise den Kampf zwischen der deutschen Renaissance und dem Barockstil. Das Mittelalter tritt nur ganz vereinzelt auf; romanische Bestrebungen, augenscheinlich entstanden unter dem Einflusse der mittelalterlichen Vorbilder, wie sie Tirol etwa bietet (verrät nur ein Entwurf). Gothischen Entwürfen erinnern wir uns nicht, begegnet zu sein, wenn man nicht etwa den mit einem 2. Preise ausgezeichneten Entwurf mit dem Kennwort "Giebel", der in einer Art persönlich gefärbter Neugothik vorgetragen ist, hierher rechnen will." (Auszug aus dem Bericht zum Wettbewerb in: Deutsche Bauzeitung, XXXVI. Jahrgang, Nr. 62, 2. August 1902, Seiten 393–394). Mit dem 1. Preis in Höhe von 9.000 Mark wurde der Entwurf mit dem Kennwort „Stadtbild“ ausgezeichnet. Verfasser dieses Entwurfs war der damals in Darmstadt ansässige Architekt Karl Roth, der bereits einige Monate zuvor im Wettbewerb für den Neubau des Dresdner Rathauses einen Ankauf bekommen hatte. Roth wurde „mit der künstlerischen Bearbeitung der Ausführungsentwürfe“ beauftragt. Der weitere Planungsprozess zog sich über mehr als zwei Jahre hin, Roths Wettbewerbsentwurf wurde zunächst – offenbar auf Wunsch der städtischen Gremien – um einen massiven Turmbau ergänzt, der ein klassisches Motiv der meisten Rathausbauten des Historismus war. Durch diese und andere Änderungen erhöhte sich der Kostenvoranschlag von den als Kostenrahmen im Wettbewerb genannten 1,65 Millionen Mark auf schließlich 3,2 Millionen Mark. Unter dem Eindruck dieser Kostenexplosion wurde der Verzicht auf einen Turm beschlossen, und die Stadtverordnetenversammlung bewilligte im Herbst 1904 2,65 Millionen Mark. Der Rathaus-Neubau wurde von 1905 bis 1909 mit einem hohen, zentral in der Mittelachse über dem großen Giebel angeordneten Dachreiter (als Turm-Ersatz) ausgeführt – wie es aber offenbar schon im ursprünglichen Wettbewerbsentwurf von Roth geplant war. Die Einweihung fand am 9. Juni 1909 statt.
Beidseitig der Freitreppe waren zwei vergoldete Hessische Löwen aufgestellt und über dem Hauptportal das Kasseler Stadtwappen angebracht. Als am Bauschmuck beteiligte Künstler werden die Bildhauer Wilhelm Widemann und Carl Hans Bernewitz sowie der Maler Waldemar Kolmsperger der Ältere genannt.

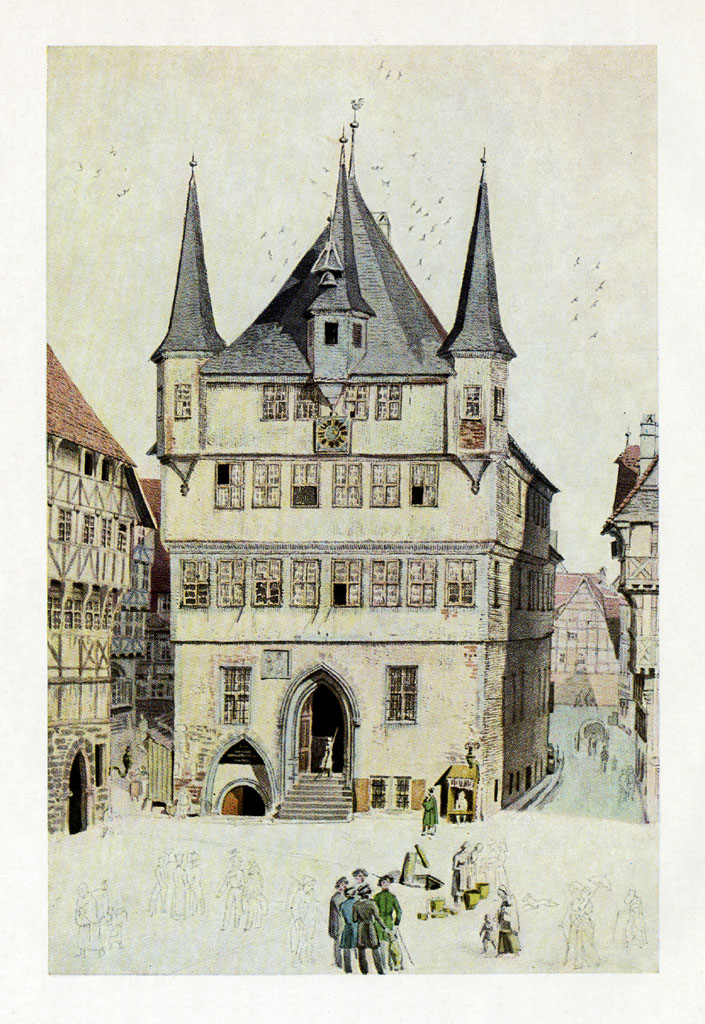
Rathaus am Altmarkt
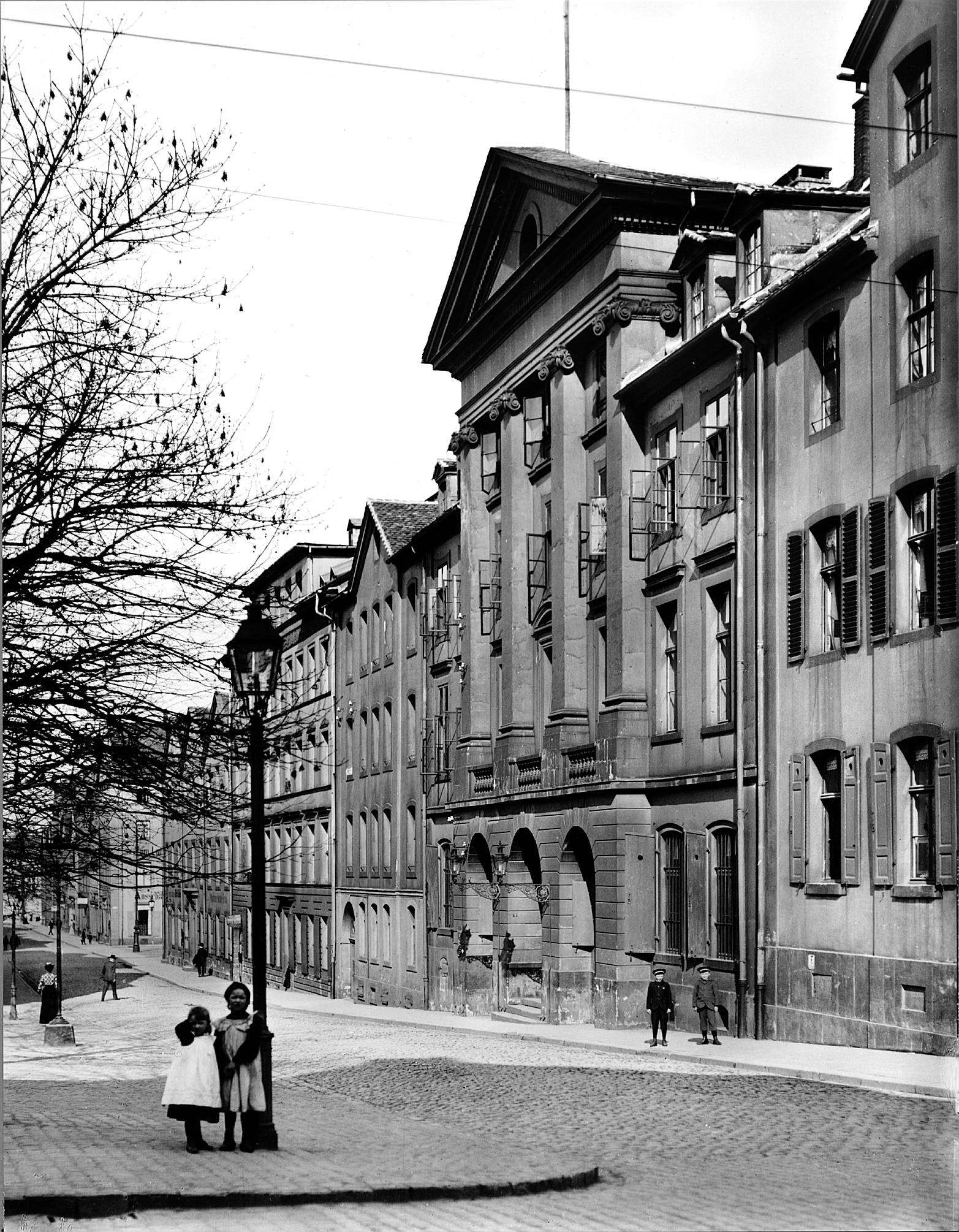
Französisches Rathaus Kassel (1837–1909)
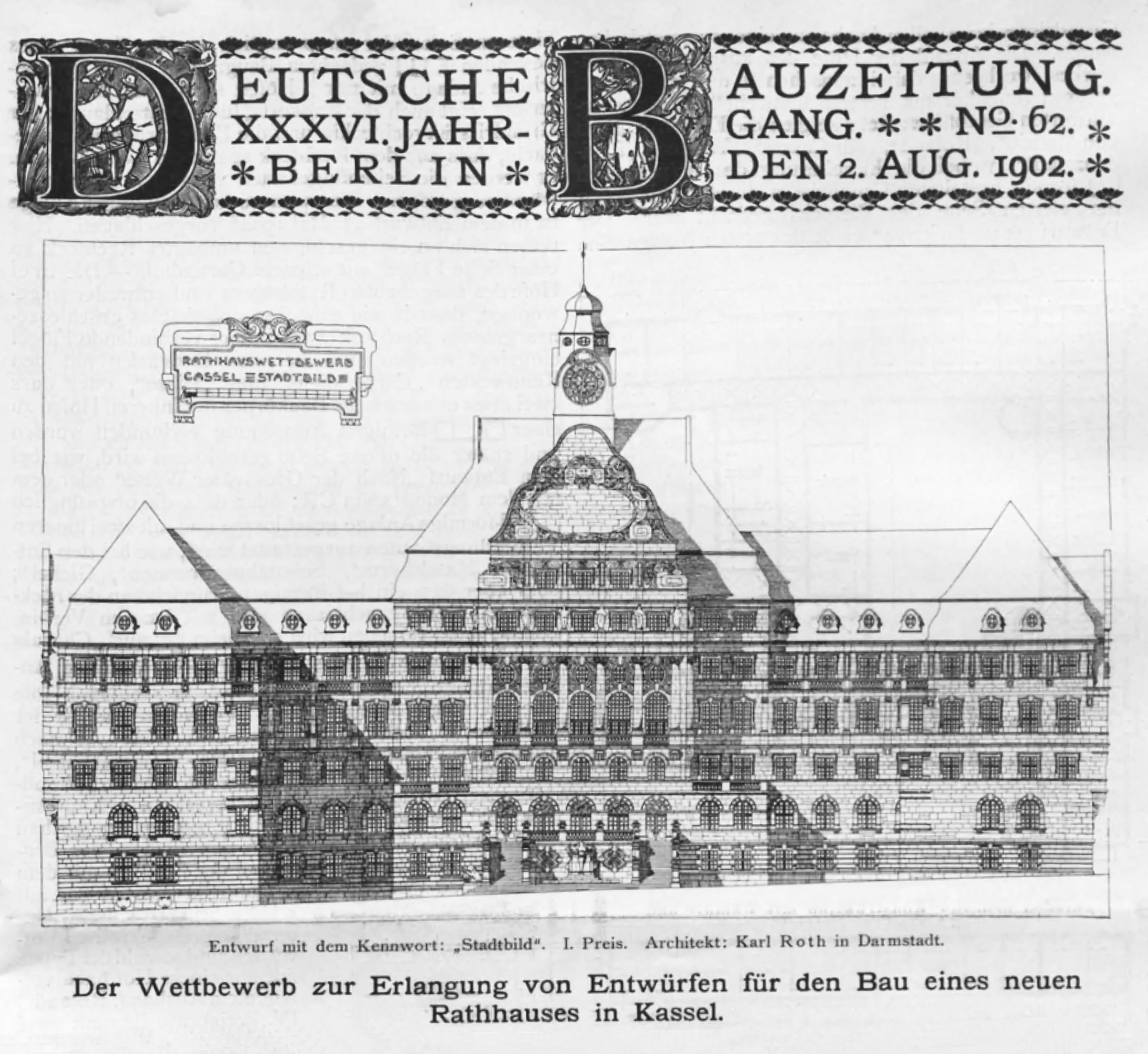
Neues Rathaus Kassel, Wettbewerb 1. Preis, Ansicht 1902
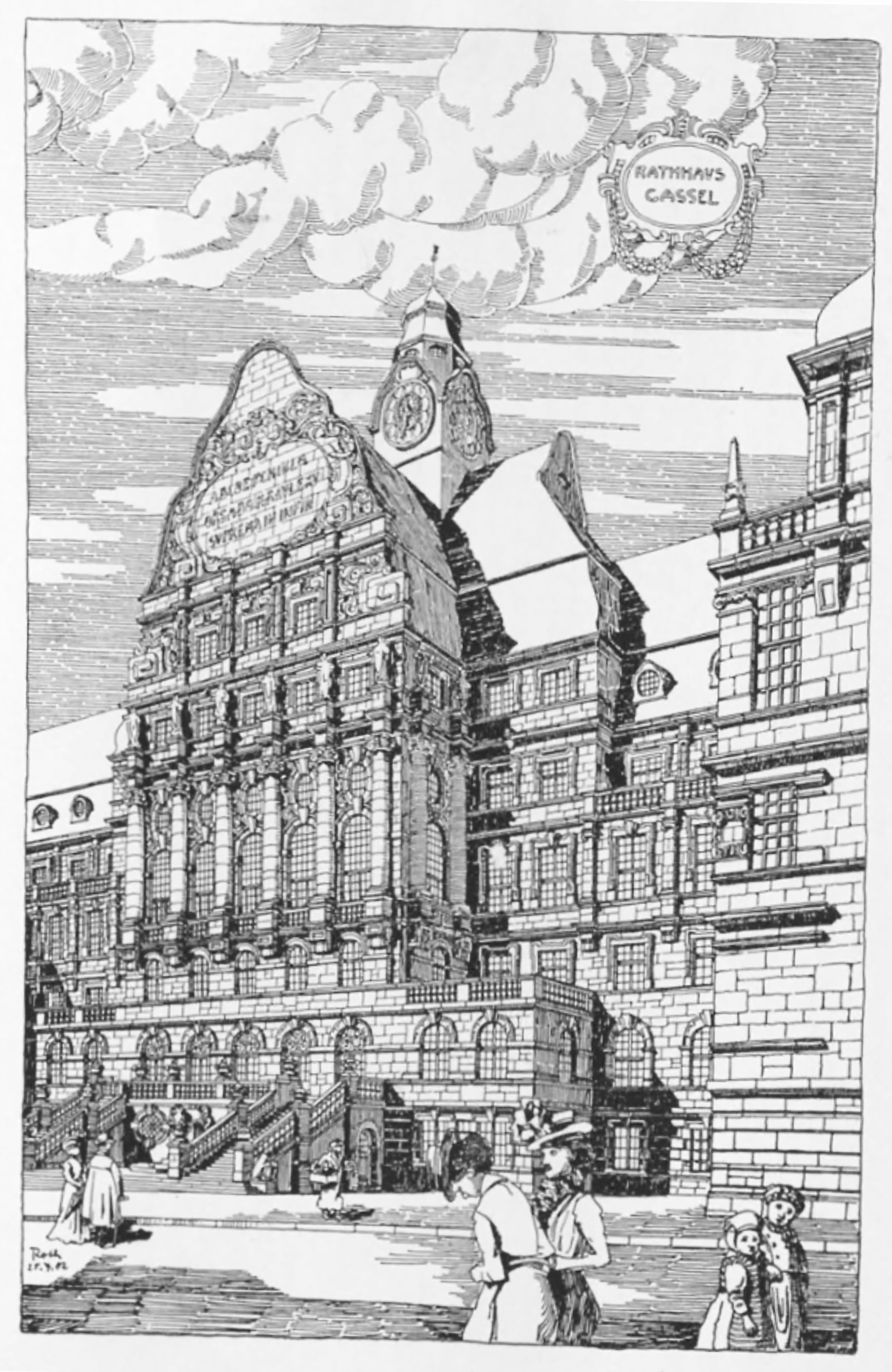
Neues Rathaus Kassel, Wettbewerb 1. Preis, Perspektive 1902
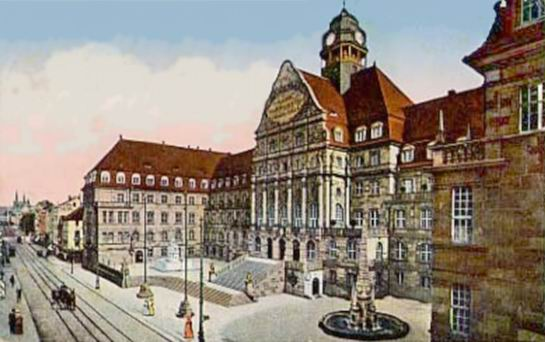
Neues Rathaus Kassel, Ansichtskarte von 1912

Der Kasseler Unternehmer Sigmund Aschrott stiftete den 1908 im Vorhof des Rathauses rechts neben der Freitreppe errichteten 12 Meter hohen Aschrottbrunnen, der ebenfalls nach einem Entwurf von Karl Roth entstand. Der Brunnen wurde später von den Nationalsozialisten zerstört, da Sigmund Aschrott Jude war. 1987 wurde am selben Standort ein neuer Brunnen in einer inversen bzw. Negativ-Form errichtet.

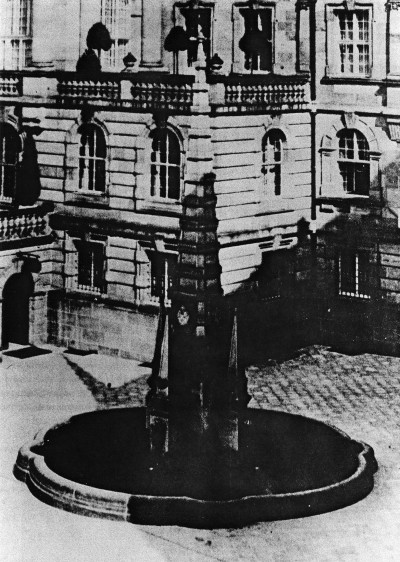
Aschrottbrunnen, 1908
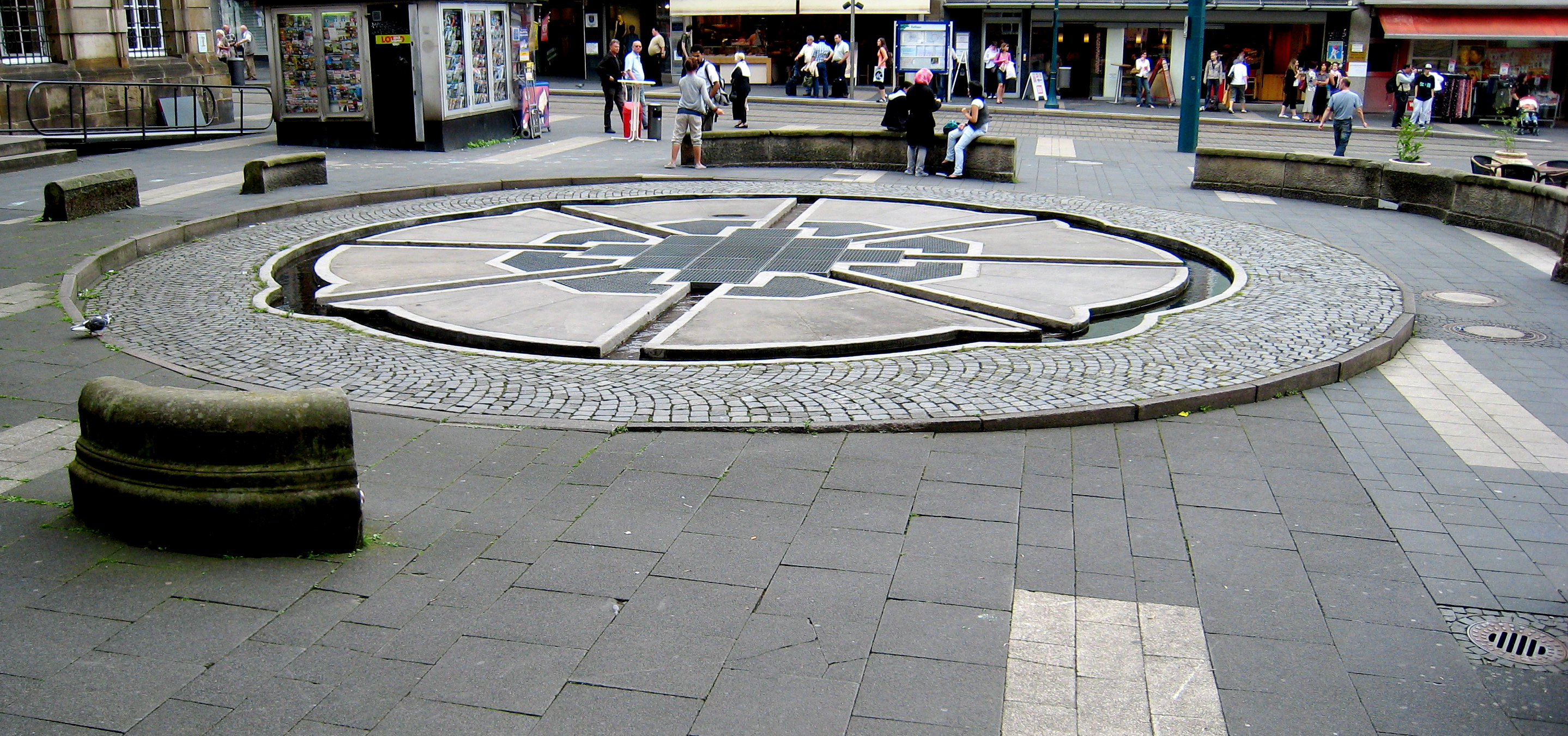
Inverser Aschrottbrunnen, 2009
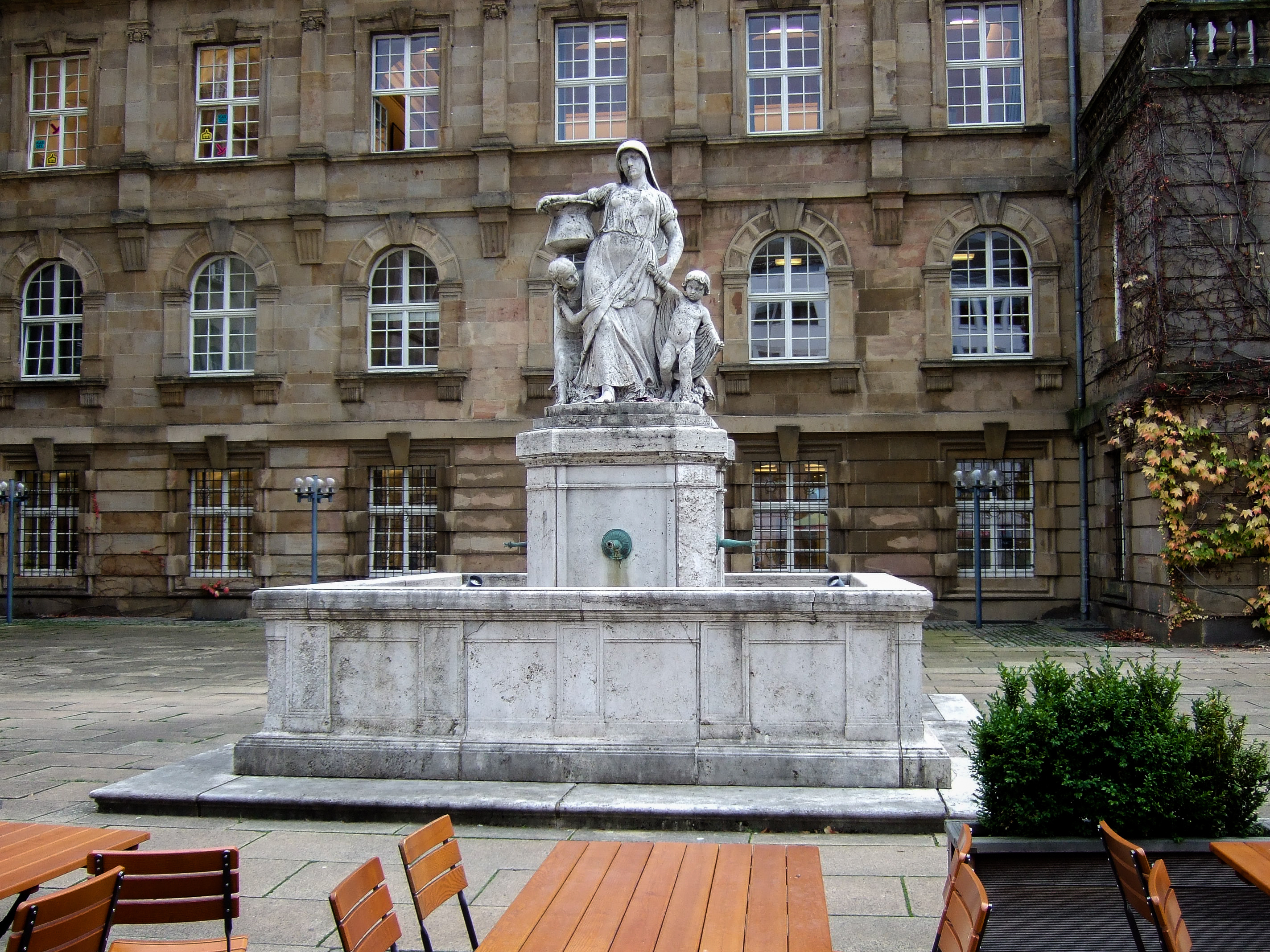
Henschelbrunnen, 2013

Hermann Knackfuß schuf das Deckenfresko Frau Holle im Treppenhaus des neuen Rathauses (1911/12).
Links neben der Freitreppe wurde 1912 als Pendant zum Aschrottbrunnen der Henschelbrunnen errichtet, der von Sophie Henschel zu Ehren ihres verstorbenen Ehemanns, des Unternehmers Oscar Henschel, gestiftet und nach Entwurf des Bildhauers Hans Everding ausgeführt wurde.

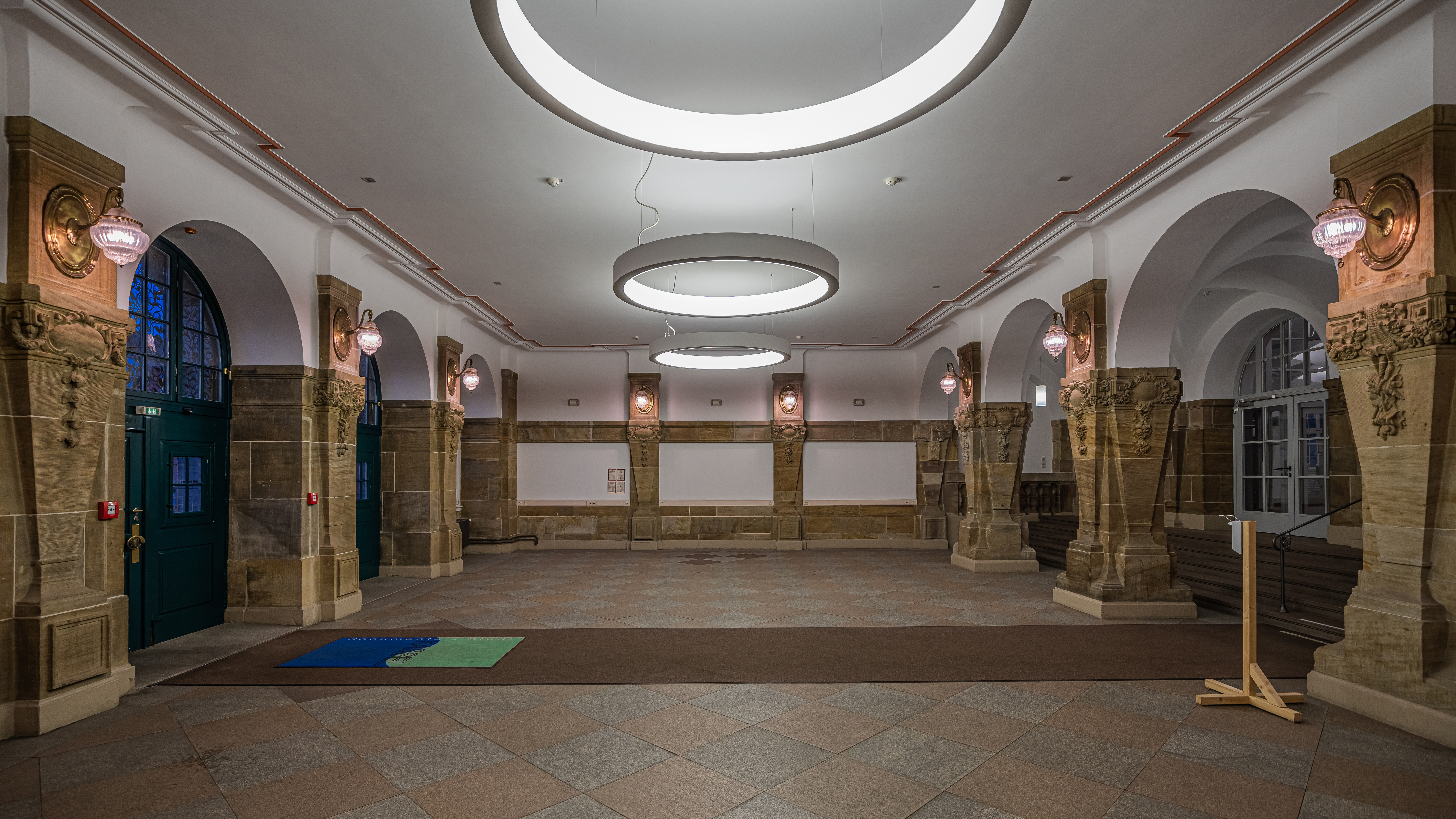
Eingangshalle des Rathauses

Während des Zweiten Weltkriegs wurde das Rathaus bei der Bombardierung von Kassel am 22. Oktober 1943 schwer getroffen und brannte aus. Nach dem Ende des Zweiten Weltkriegs wurde es 1950 in einer vereinfachten Bauweise, z. B. ohne den großen mittigen Giebel und den ihn überragenden Dachreiter wieder aufgebaut. Später wurde an der Rückseite zur Oberen Karlsstraße – wie es schon seit 1900 Bestandteil aller Planungen gewesen war – ein Anbau hinzugefügt, so dass dadurch ein Innenhof entstand. Der Anbau wurde jedoch nach einem neuen Entwurf in moderner Architektur errichtet.